# Torneo di Nottingham 1936
Il Torneo di Nottingham 1936 fu un prestigioso torneo internazionale di scacchi disputato dal 10 al 28 agosto nelle aule dell'Università di Nottingham.

## Storia
Il torneo è stato uno dei pochi eventi nella storia degli scacchi mondiali a vedere al via cinque campioni del mondo passati o futuri: Lasker, Capablanca, Alekhine, Euwe e Botvinnik. Oltre ai campioni del mondo erano presenti Reuben Fine e Samuel Reshevsky, considerati i migliori giocatori statunitensi dell'epoca, e Salo Flohr (che aveva vinto alla pari con Botvinnik il torneo di Mosca 1935). 
Nel 2005 il sito Chessmetrics ha considerato il torneo come il terzo più forte della storia vedendo la partecipazione degli otto migliori giocatori del momento, e di dieci dei primi dodici (mancavano Andor Lilienthal, nono in classifica e Paul Keres, decimo).
Il torneo è anche ricordato per essere l'ultimo evento di alto livello a cui prese parte il grande campione Emanuel Lasker, all'epoca sessantasettenne. Curiosamente in questo torneo l'ex campione del mondo giocò sotto la bandiera sovietica poiché a causa delle sue origini ebraiche fu costretto a lasciare la Germania nel 1933 stabilendosi in URSS nel 1935 e ricevendone la cittadinanza. Lasker tuttavia non rimase a lungo in URSS, trasferendosi negli USA nel 1937.
La vittoria andò a pari merito al giovane astro nascente russo Botvinnik e all'ex campione del mondo Capablanca. Deluse invece il campione del mondo Alekhine che si classificò solo sesto (sebbene distaccato di solo un punto dai vincitori)

## Tabella del torneo
| #  | Giocatore | 01 | 02 | 03 | 04 | 05 | 06 | 07 | 08 | 09 | 10 | 11 | 12 | 13 | 14 | 15 | Totale |
| -- | --- | -- | -- | -- | -- | -- | -- | -- | -- | -- | -- | -- | -- | -- | -- | -- | ------ |
| 1  | [[File: Flag of the Soviet Union (1936 – 1955).svg\|class=noviewer\| Unione Sovietica (bandiera)\|border\|20x16px]] Michail Botvinnik | x  | ½  | ½  | ½  | ½  | ½  | ½  | ½  | 1  | 1  | 1  | 1  | 1  | 1  | ½  | 10     |
| 2  | José Raúl Capablanca | ½  | x  | ½  | ½  | 1  | 1  | 0  | ½  | 1  | ½  | ½  | 1  | 1  | 1  | 1  | 10     |
| 3  | Max Euwe | ½  | ½  | x  | ½  | 1  | 0  | ½  | 0  | 1  | ½  | 1  | 1  | 1  | 1  | 1  | 9½     |
| 4  | Reuben Fine | ½  | ½  | ½  | x  | ½  | ½  | ½  | 1  | ½  | 1  | ½  | 1  | 1  | ½  | 1  | 9½     |
| 5  | Samuel Reshevsky | ½  | 0  | 0  | ½  | x  | 1  | ½  | 1  | 1  | 1  | ½  | 1  | 1  | 1  | ½  | 9½     |
| 6  | Aleksandr Alechin | ½  | 0  | 1  | ½  | 0  | x  | 1  | ½  | ½  | 1  | 1  | ½  | 1  | ½  | 1  | 9      |
| 7  | Salo Flohr | ½  | 1  | ½  | ½  | ½  | 0  | x  | 1  | 1  | 1  | ½  | 0  | 0  | 1  | 1  | 8½     |
| 8  | [[File: Flag of the Soviet Union (1936 – 1955).svg\|class=noviewer\| Unione Sovietica (bandiera)\|border\|20x16px]] Emanuel Lasker    | ½  | ½  | 1  | 0  | 0  | ½  | 0  | x  | ½  | 1  | ½  | 1  | 1  | 1  | 1  | 8½     |
| 9  | Milan Vidmar | 0  | 0  | 0  | ½  | 0  | ½  | 0  | ½  | x  | 1  | ½  | ½  | 1  | ½  | 1  | 6      |
| 10 | Efim Bogoljubov | 0  | ½  | ½  | 0  | 0  | 0  | 0  | 0  | 0  | x  | ½  | 1  | 1  | 1  | 1  | 5½     |
| 11 | Savelij Tartakover | 0  | ½  | 0  | ½  | ½  | 0  | ½  | ½  | ½  | ½  | x  | 0  | 0  | 1  | 1  | 5½     |
| 12 | Theodore Tylor | 0  | 0  | 0  | 0  | 0  | ½  | 1  | 0  | ½  | 0  | 1  | x  | ½  | ½  | ½  | 4½     |
| 13 | C.H.O'D Alexander | 0  | 0  | 0  | 0  | 0  | 0  | 1  | 0  | 0  | 0  | 1  | ½  | x  | ½  | ½  | 3½     |
| 14 | George Alan Thomas | 0  | 0  | 0  | ½  | 0  | ½  | 0  | 0  | ½  | 0  | 0  | ½  | ½  | x  | ½  | 3      |
| 15 | William Winter | ½  | 0  | 0  | 0  | ½  | 0  | 0  | 0  | 0  | 0  | 0  | ½  | ½  | ½  | x  | 2½     |